# Ejército de Defensa de Artsaj
El Ejército de Defensa de la República de Artsaj (en armenio: Արցախի Հանրապետության պաշտպանության բանակ, romanizado: Artsakhi Hanrapetut’yan pashtpanut’yan banak) era la fuerza de defensa formal de la República de Artsaj (Nagorno-Karabaj), un Estado no reconocido internacionalmente. Establecido en 1992, convocó unidades de autodefensa previamente desorganizadas que se formaron a principios de la década de 1990 con el objetivo declarado de proteger a la población de etnia armenia en Artsaj de los ataques de las fuerzas armadas soviéticas y azeríes. El Ejército de Defensa de Nagorno-Karabaj estaba compuesto por alrededor de 20.000 oficiales y soldados entrenados y equipados, y mantenían un «constante estado de preparación, sometiéndose a ejercicios operativos y de entrenamiento de combate más serios que cualquier otro antiguo ejército exsoviético».
Fue disuelto el 20 de septiembre de 2023 como parte del alto el fuego tras el último conflicto.

## Historia

### Conformación
El Ejército de Defensa de Artsaj se fundó el 9 de mayo de 1992. Creó «su propio comando central y estructura militar distinta del ejército armenio». Sus fundadores incluyeron a Robert Kocharián (el expresidente de Armenia, fue el primer comandante en jefe del Ejército); Serzh Sargsián (ex primer ministro y presidente de Armenia); Vazgen Sargsyan (Ministro de Defensa de Armenia 1992-1993, Ministro de Estado encargado de defensa 1993-1995, Primer Ministro de Armenia 1998-1999);  Monte Melkonian (responsable de la región de Martuni ); Samvel Babayan (Ministro de Defensa de Nagorno Karabaj de 1994 a 2000) y otros. Muchos de los hombres que sirvieron en sus filas y en el cuerpo de oficiales durante la guerra de Nagorno-Karabaj eran veteranos experimentados del ejército soviético y habían luchado con distinción en la guerra afgano-soviética.

### Guerra de Nagorno-Karabaj
La formación formal del Ejército de Defensa de Artsaj se basó en el concepto de Jokat (destacamento de voluntarios). Con el pronto estallido de las hostilidades antes de 1992, los armenios de Nagorno-Karabaj comenzaron a formar pequeños destacamentos de voluntarios, a menudo autodenominados como Fedayines, heredando el nombre de los combatientes que resistieron activamente al Imperio Otomano en las últimas décadas del siglo XIX y primeras décadas del siglo XX.
Al principio, estos destacamentos eran pequeños grupos de no más de 12 a 40 hombres. Por ejemplo, durante la Operación Ring, Shahumyan fue defendida por una fuerza tan pequeña como 22 hombres bajo el mando de Tatul Krpeyan . Esta milicia de voluntarios inicialmente se armó con todo lo que estuvio disponible, incluidas escopetas de caza tomadas de los agricultores locales e incluso rifles caseros. En las últimas etapas de la guerra, estas unidades se armaron con AK-47, RPG-7 y, a veces, MANPAD antiaéreos portátiles, transformando la fuerza de defensa en una fuerza altamente móvil y flexible, capaz de librar una guerra de guerrillas efectiva. Asimismo, estas unidades inicialmente no tenían equipo militar pesado, pero luego comenzaron a apoderarse de grandes cantidades de tanques azeríes y vehículos blindados de transporte de personal que fueron abandonados en el campo de batalla. La mayoría de estos tanques y APC capturados más tarde se convirtieron en parte del equipo del Ejército de Defensa de Artsaj. La mejora, la multifuncionalidad, la creatividad, la moral fuerte, el enfoque en tácticas defensivas, la adaptación, la flexibilidad, la alta movilidad y un conocimiento nativo del terreno montañoso, han sido factores importantes para comprender el éxito en el combate de estas pequeñas unidades.
El propósito inicial de estos destacamentos, compuestos por voluntarios, era principalmente defender a la población civil armenia, cada uno en una aldea o ciudad en particular.Todos ellos operaban de forma independiente, sin mando central ni liderazgo. Sin embargo, estas unidades colaborarían regularmente en operaciones conjuntas como la batalla de Khojaly en febrero de 1992 o las contraofensivas sorpresa de junio de 1992, durante la operación Goranboy. La escala e intensidad crecientes de los ataques azeríes, la devastación causada por los vehículos lanzacohetes múltiples BM-21 Grad, que disparaban desde Shusha y el corredor de Lachín, el bloqueo desde la parte continental de Armenia había ampliado la noción de seguridad nacional más allá de la mera defensa de una pequeña aldea. Capturar Shusha y Lachín, así como cambiar el rumbo de la Operación Goranboy se convirtió, para los armenios, no solo en una cuestión de seguridad, sino también de supervivencia nacional. Para llevar a cabo con éxito operaciones a gran escala, los destacamentos debían consolidarse bajo un mando único y unificado.
Mient Jan Faber sostiene que «agosto de 1992 marcó el punto de inflexión entre las fuerzas puramente voluntarias de Armenia Karabaj reforzadas por voluntarios de Armenia y un ejército organizado de la Artaj con su propio mando central y una estructura militar distinta del ejército armenio».

### Posguerra
La función principal del Ejército de Defensa de Artaj, tras la conclusión de la guerra de Nagorno-Karabaj en 1994, era la protección de la República de Artaj de las amenazas extranjeras y nacionales. Aunque la guerra terminó con la firma de un alto el fuego entre Armenia, Nagorno-Karabaj y Azerbaiyán y la independencia de facto de la República de Artaj, el liderazgo azerí ha amenazado repetidamente con reiniciar las hostilidades para retomar la región. Las violaciones del alto el fuego a lo largo de la línea de contacto son frecuentes y a menudo resultan en la muerte de varios soldados y civiles cada año. Una de las violaciones más importantes del alto el fuego ocurrió en Martakert el 8 de marzo de 2008, cuando murieron hasta dieciséis soldados. Ambos bandos acusaron al otro de iniciar la batalla. En junio de 2010, estallaron nuevas escaramuzas entre las tropas armenias y azeríes a lo largo de la línea de contacto, que resultaron en la muerte de cuatro militares armenios. Los enfrentamientos en el verano de 2014 resultaron en la muerte de seis militares armenios y trece azeríes. El 12 de noviembre de 2014, un helicóptero de ataque Mil Mi-24 del Ejército de Defensa de Artaj que participaba en los ejercicios militares conjuntos de Unidad Armenia-Artaj 2014 de una semana de duración, fue derribado por el ejército de Azerbaiyán, matando a los tres miembros de la tripulación. El 1 de abril de 2016 comenzaron enfrentamientos bélicos; según varias fuentes fueron las peores desde 1994.

## Estructura

### Unidades

#### Destacamento Yeghnikner
El Destacamento Yeghnikner («Los Ciervos») fue fundado el 11 de marzo de 1993. Se originó a partir de una unidad partisana creada por Shahen Meghryan, que se formó el 25 de junio de 1992 a partir de destacamentos de autodefensa de las aldeas del distrito. Entre sus símbolos se encuentran el escudo de armas de los Meliks de Gulistan y el estandarte de su unidad. La Región Defensiva de Shahumyan (RDS) fue formada por el presidente del Comité de Autodefensa en marzo de 1993, originalmente incorporando dos batallones. Entre 1993 y 1994, unidades RDS participaron en batallas y operaciones en Martakert y Shahumyan.

#### Batallón Independiente Shusha
El Batallón Independiente Shusha se formó el 1 de septiembre de 1992, y originalmente estaba formado por más de 1000 soldados, incluidos muchos de Estados Unidos, Canadá, Siria, Francia, Irán, Rusia y Georgia. En 2003 se erigió un monumento al personal militar caído del batallón en la cima sur del monte Aragats . La mayoría de los soldados del batallón eran miembros de la Federación Revolucionaria Armenia.

### Educación militar
- Colegio Militar Kristapor Ivanyan
- Universidad Militar de Vazgen Sargsyan
- Academia de aviación Marshal Baghramyan
- Universidad de Aviación Militar Armenak Khanperyants

## Armamento
El equipo del Ejército de Defensa de Artaj contaba con infantería, tanques, artillería y sistemas antiaéreos. El equipo militar pesado del ejército de Karabaj incluía: 316 -371 tanques, 224-459 vehículos blindados, 322-479 piezas de artillería de calibres superiores a 122 mm, 44 cohetes múltiples lanzadores (muy probablemente BM-21 Grad) y un sistema de defensa antiaéreo de tipo no especificado WM-80, Scud-B de al menos 4 lanzadores. 
En cuanto a la infantería, la mayoría confíaba en el rifle AK-74 y los AKM más antiguos en reserva para asuntos apropiados para rifles estándar. Mientras que otras armas básicas consistían en pistolas Makarov PM, ametralladoras PK y lanzacohetes RPG-7 suministrados principalmente por Armenia. El ejército de Nagorno-Karabaj estaba profundamente integrado con el ejército armenio, y la República de Artaj dependía del ejército armenio para asegurar su supervivencia como entidad nacional independiente. Armenia considera cualquier acto de agresión contra Karabaj como un acto de agresión contra sí misma.

### Fuerzas de tierra

#### Armas de fuego
| Nombre                   | Imagen                   | Origen                   | Munición                 |
| Pistolas semiautomáticas | Pistolas semiautomáticas | Pistolas semiautomáticas | Pistolas semiautomáticas |
| ------------------------ | ------------------------ | ------------------------ | ------------------------ |
| Makarov PM               |                          | Rusia                    | 9 × 18 mm Makarov        |
| Fusiles de asalto        |                          |                          |                          |
| AKS-74U                  |                          | Rusia                    | 5,45 × 39 mm             |
| AK-74M                   |                          | Rusia                    | 5,45 × 39 mm             |
| AKM                      |                          | Rusia                    | 7,62 × 39 mm             |
| AK-103                   |                          | Rusia                    | 7,62 × 39 mm             |
| Fusiles de francotirador |                          |                          |                          |
| SVD                      |                          | Rusia                    | 7,62 × 54 mm R           |
| Zastava M93 Black Arrow  |                          | Serbia                   | 12,7 × 108 mm            |
| Ametralladoras           |                          |                          |                          |
| RPK-74                   |                          | Rusia                    | 5,45 × 39 mm             |
| Zastava M72              |                          | Serbia                   | 7,62 × 39 mm             |
| Ametralladora PK         |                          | Rusia                    | 7,62 × 54 mm R           |
| Ametralladora NSV        |                          | Rusia                    | 12,7 × 108 mm            |
| DShK                     |                          | Rusia                    | 12,7 × 108 mm            |

#### Granadas propulsadas por cohete
| Nombre                          | Imagen                          | Origen                          | Tipo                            | Fabricante                      |
| Granadas propulsadas por cohete | Granadas propulsadas por cohete | Granadas propulsadas por cohete | Granadas propulsadas por cohete | Granadas propulsadas por cohete |
| ------------------------------- | ------------------------------- | ------------------------------- | ------------------------------- | ------------------------------- |
| RPG-7                           |                                 | Rusia                           | Granada propulsada por cohete   | Bazalt                          |

#### Vehículos blindados
| Nombre                             | Imagen            | Origen            | Tipo                              | Número            | Notas                                                                                                 |
| Carros de combate                  | Carros de combate | Carros de combate | Carros de combate                 | Carros de combate | Carros de combate                                                                                     |
| ---------------------------------- | ----------------- | ----------------- | --------------------------------- | ----------------- | --- |
| T-90S                              |                   | Rusia             | Carro de combate principal        | 1-2               | Capturado a las fuerzas azeríes durante la segunda guerra del Alto Karabaj en 2020.                   |
| T-72B                              |                   | Rusia             | Carro de combate principal        | 210               | |
| Vehículos de combate de infantería |                   |                   |                                   |                   | |
| BMP-1                              |                   | Unión Soviética   | Vehículo de combate de infantería | 18                | Cada vehículo puede llevar seis misiles antitanque guiados 9K11 Maliutka.                             |
| BMP-2                              |                   | Rusia             | Vehículo de combate de infantería | 50                | |
| Vehículos de reconocimiento        |                   |                   |                                   |                   | |
| BRDM-2                             |                   | Unión Soviética   | Vehículo de reconocimiento        |                   | |
| Cazacarros                         |                   |                   |                                   |                   | |
| MT-LB                              |                   | Ucrania           | Cazacarros                        | 27                | Los cazacarros fueron desplegados con misiles 9M120 Ataka durante una exposición celebrada en Ereván. |

#### Artillería
| Nombre                    | Imagen                    | Origen                    | Tipo                      | Número                    | Notas |
| Artillería autopropulsada | Artillería autopropulsada | Artillería autopropulsada | Artillería autopropulsada | Artillería autopropulsada | Artillería autopropulsada |
| ------------------------- | ------------------------- | ------------------------- | ------------------------- | ------------------------- | --- |
| 2S3 Akatsiya              |                           | Unión Soviética           | Artillería autopropulsada |                           | |
| Obús remolcado            |                           |                           |                           |                           | |
| D-1                       |                           | Unión Soviética           | Obús remolcado            |                           | |
| D-20                      |                           | Unión Soviética           | Obús remolcado            |                           | |
| D-30                      |                           | Unión Soviética           | Obús remolcado            | 98                        | 122mm |
| Artillería de campaña     |                           |                           |                           |                           | |
| ZiS-3                     | ZIS-3 FPMC                | Unión Soviética           | Cañón de campaña          |                           | Cañón de campaña de 76 mm utilizado durante la Primera Guerra de Nagorno-Karabaj, ya ha sido retirado del servicio, algunos se utilizan como monumentos, mientras que otros son utilizados por las unidades de la fuerza de reserva militar. |
| Artillería de cohetes     |                           |                           |                           |                           | |
| BM-21 Grad                |                           | Rusia                     | Lanzacohetes múltiple     |                           | |
| WM-80                     |                           | China                     | Lanzacohetes múltiple     | 4                         | |

#### Misiles antitanque
| Nombre             | Fotografía         | Origen             | Sistema de guiado  | Fabricante         |
| Misiles antitanque | Misiles antitanque | Misiles antitanque | Misiles antitanque | Misiles antitanque |
| ------------------ | ------------------ | ------------------ | ------------------ | ------------------ |
| 9K11 Maliutka      |                    | Unión Soviética    | MCLOS              | KBM                |
| 9M120 Ataka        |                    | Rusia              | SACLOS             | Planta Degtiariov  |

#### Misiles balísticos
| Nombre             | Imagen             | Origen             | Tipo                             | Número             |
| Misiles balísticos | Misiles balísticos | Misiles balísticos | Misiles balísticos               | Misiles balísticos |
| ------------------ | ------------------ | ------------------ | -------------------------------- | ------------------ |
| R-17 Elbrus        |                    | Unión Soviética    | Misil balístico de corto alcance | 4                  |

### Fuerza Aérea
El Ejército de Defensa de Nagorno-Karabaj mantenía una pequeña fuerza aérea con un personal de alrededor de 250 hombres. 
| Nombre                             | Imagen                     | Origen                     | Tipo                              | Número                     | Notas |
| Aviones de ataque a tierra         | Aviones de ataque a tierra | Aviones de ataque a tierra | Aviones de ataque a tierra        | Aviones de ataque a tierra | Aviones de ataque a tierra |
| ---------------------------------- | -------------------------- | -------------------------- | --------------------------------- | -------------------------- | --- |
| Sukhoi Su-25                       |                            | Rusia                      | Avión de ataque a tierra          | 2                          | |
| Helicóptero de ataque              |                            |                            |                                   |                            | |
| Mil Mi-24                          |                            | Rusia                      | Helicóptero de ataque             | 4                          | Durante los desfiles militares del 9 de mayo de 2007 y 2012, se exhibieron 5 helicópteros Mi-24 como parte de la Fuerza Aérea de Nagorno-Karabaj. Un Mi-24 perteneciente al Ejército de Defensa de Nagorno-Karabaj fue derribado por el ejército azerbaiyano el 12 de noviembre de 2014.    |
| Helicópteros de transporte militar |                            |                            |                                   |                            | |
| Mil Mi-8                           |                            | Rusia                      | Helicóptero de transporte militar | 5                          | El Grupo de Evaluación e Investigación Avanzada de la Academia de Defensa del Reino Unido informa que NKR Army tiene otros 5 helicópteros. Lo más probable es que se trate de helicópteros de transporte y utilitarios. De hecho, en el desfile de 2012, se exhibieron 5 helicópteros Mi-8. |
| Aviones no tripulados              |                            |                            |                                   |                            | |
| UAV Krunk                          |                            | Armenia                    | VANT de reconocimiento militar    | 4                          | Al menos 2 nuevos tipos mejorados de UAV Krunk mostrados en un desfile militar de 2012 celebrado en Stepanakert, Artsaj. |
| UAV Baze                           |                            | Armenia                    | VANT de reconocimiento militar    |                            | Presentado durante un desfile militar celebrado en 2012 en Stepanakert, Artsaj. |

## Principales batallas en las que ha participado
- Captura de Shusha el (8 a 9 de mayo de 1992)
- Apertura del corredor de Lachín entre Armenia y Nagorno-Karabaj (1992)
- Ofensivas de Mardakert y Martuni (verano-otoño de 1992)
- Defensa del frente Martakert de 1992 a 1994
- Batalla de Kalbajar el (27 de marzo - 3 de abril de 1993)
- Ofensivas de Agdam, Fizuli, Jebrail y Zangelan (junio-agosto de 1993)
- Choques de Mardakert 2008
- 2010 enfrentamientos de Mardakert
- Choques de Nagorno-Karabaj en 2016
- Conflicto de Nagorno-Karabaj de 2020
- Invasión azerí del corredor de Lachín de 2022.[22][23]

## Cultura militar

### Música
La música tradicional en el Ejército de Defensa de Artaj incluía un amplio repertorio de música armenia y extranjera, que también incorporaba marchas tradicionales de Georgia y Rusia. Las marchas rusas incluían Den Pobedy, la Marcha del Regimiento Preobrazhenski y la Marcha Lenta del Jubileo «25 años del Ejército Rojo». El ejército contaba con una banda militar que fue dirigida principalmente por Nerik Grigoryan y Vagan Sargsyan, la cual participaba en días festivos como el Día de la República de Artsaj. Estaba asociada a la Banda del Estado Mayor de las Fuerzas Armadas de Armenia. El ejército también mantenía el Conjunto de Danza y Canto «Aspet».

### Día de la Liberación y Día de los Defensores de la Patria
El Día de la Liberación de Shushi (9 de mayo) y el Día del Defensor de la Patria (28 de enero) eran dos feriados militares celebrados por el Ejército de Defensa. El primero conmemoraba la fundación de las fuerzas armadas, así como la captura de Shusha, más las tradicionales celebraciones del Día de la Victoria que conmemoraban la rendición de la Alemania nazi al final de la Gran Guerra Patria en 1945. Debido a esto, a veces se lo denominaba «vacaciones triples». Un desfile militar anual se llevó a cabo en la capital, con una recepción en la Casa de Oficiales en la capital.
Mientras que el Ejército armenio celebra el Día del Ejército el 28 de enero, el Ejército de Defensa celebraba el Día del Defensor de la Patria el mismo día.